# Westwoodilla rectangulata
Westwoodilla rectangulata is een vlokreeftensoort uit de familie van de Oedicerotidae. De wetenschappelijke naam van de soort is voor het eerst geldig gepubliceerd in 1952 door Bulycheva.